# Copperplate Gothic
Copperplate Gothic — гарнітура з дрібними зарубками, створена Фредеріком Гауді та випущена American Type Founders (ATF) 1901 року.
Попри «Gothic» у своїй назві (що має вказувати на відсутність зарубок), шрифт має невеликі зарубки на гліфах, що підкреслюють тупу кінцівку вертикальних і горизонтальних штрихів. Шрифт являє собою незвичайне поєднання стилів — гліфи нагадують різьблення по каменю або написи на мідних гравюрах, широка горизонтальна вісь характерна для вікторіанських акцидентних шрифтів, але результат набагато чистіший і залишає чіткий відбиток при високому або офсетному друці.
Гауді розробив Copperplate Gothic лише великими літерами, оскільки дизайн призначався для заголовків і ключових слів, а не для основного тексту. Це зовсім не характерно для робіт Гауді, які переважно виконані в дусі зарубок старого стилю. Гауді створив його на початку своєї кар'єри, бо хотів отримати комісійні, проте в автобіографії 1946 року він писав, що «цінує» ці малюнки за їхню якість, і зазначав, що цей дизайн і надалі часто використовувався. Шрифт створили за ініціативою менеджера ATF Клеренс Мардер, коли Гауді проживав у Гінгемі, Массачусетс. Пізніше ATF розробила напівжирне, вузьке та затінене накреслення, але шрифт ніколи так і не отримав малих літер.
Шрифт широко використовують у канцелярській продукції, соціальній поліграфії та візитівках. Його також часто наносять шляхом кислотного травлення на скло дверей адвокатських контор, банків і ресторанів.
Майстер друкарської справи Джей Л. Фрейзер, не будучи великим шанувальником рубаних шрифтів, писав про нього в 1925 році, що «ефекту властива певна гідність… завдяки відсутності будь-яких надмірностей», що зробило його популярним вибором для канцелярського приладдя таких професіоналів, як юристи та лікарі.

## Пов'язані шрифти
Загалом Copperplate Gothic належить до шрифтів із клиноподібними зарубками, завдяки дуже вузьким зарубкам, спрямованим назовні, або до гравірувальних шрифтів — через схожість з гравірованими літерами. Зарубки Copperplate Gothic, які виконані набагато менш жирними, ніж літери, є невеликими за мірками жанру. Стиль клиноподібних зарубок іноді називають латинським, особливо у Європі, і там він був досить популярним протягом більшої частини XX століття. Наприклад, рання робота Адріана Фрутігера Initiales Président (1952) мала стати французьким конкурентом Copperplate Gothic. Фрутігер у своїй автобіографії зазначав, що вони були для шрифтарів «однією з найбезпечніших інвестицій. Особливо невеликі друкарні мали на них стабільний попит». Його пізніший шрифт Méridien (також відомий як Frutiger Serif) текстовий шрифт з деякими подібностями, хоча він має більші засічки нормального розміру та справжнє мале накреслення.

## У масовій культурі
Гарнітура використовувалася на логотипі Who Wants to Be a Millionaire? та лого Universal Pictures протягом 1997—2012 років. Шрифт також використовувався на вступній заставці та на візитівці Пола Аллена у фільмі Американський психопат. Також він використовувався у 1990-х як друге лого Sega для Sega Genesis і Sega CD, а також для логотипів Sega 32X, Sega CDX, іSega Game Gear, та для їхнього тодішнього слогану, «Welcome to the Next Level.»
Між 2010 та 2019 роками шрифт використовували на уніформах і брендингу баскетбольної команди Голден Стейт Ворріорз. Він також присутній на логотипі каліфорнійського рок-гурту Cake.

## Нотатки
1. ↑  Характеризуючи свої погляди, він писав: «Варто зазначити, що Copperplate Gothic має найдрібніші зарубки… достатні для того, щоб суттєво покращити свій зовнішній вигляд. Вони, здається, дещо зменшують грубість письма».